# 龙头镇 (城固县)
龙头镇，是中华人民共和国陕西省汉中市城固县下辖的一个乡镇级行政单位。

## 行政区划
龙头镇下辖以下地区：
龙头村、军张坝村、夜珠塘村、陈家窝村、黄家营村、周家湾村、西高寺村、柳树沟村、刘王岭村、五爱村、熊家山村、堰湾村、新兴村、六一村、群力村、新光村、五星村和新华村。